# 서울남부
서울남부는 한강이남 서울특별시 자치구를 의미한다. 다만 상대적으로 북쪽으로 올라간 서울 강동구는 예외하기도 한다.
특히 통상적으로 서울남부는 서울특별시 서남부 지역인 영등포구를 비롯하여 
서울특별시 자치구인 강서구, 양천구, 구로구, 금천구, 관악구, 동작구 등 영등포권역으로 불리기도 한다.
서울남부지방법원 관할구역과 거의 일맥상통한다.